# Richard Künzl
Richard Ludvig Künzl, född 26 maj 1912 i Österrike, död 24 april 1995 i Farsta, var en textilkonstnär som bidrog mycket till utvecklingen av textiltryck i Sverige från 1940-talet och framåt.

## Utbildning
Künzl utbildade sig på konstskola i Wien. År 1934 mötte han samer i norra Sverige och blev inspirerad till att formge ett mönster om mötet med den samiska kulturen.

## Yrkesliv
Künzl kom till Stockholm 1935 och sammanträffade då med textilformgivaren Elsa Gullberg. Tillsammans byggde de upp en verksamhet för filmtryck på textil. Han arbetade som lärare på Konstfack och ledde kurser i landet. Han var med och byggde upp textiltrycket vid Konstnärernas Kollektivverkstad i Stockholm och var medlem i Textilgruppen. 
1940 presenterade han i Teknisk tidskrift en ny typ av textilfärger, kallade indigosolfärger, som utökade textiltryckets möjligheter att åstadkomma olika kulörer med god ljus- och tvättäkthet. Senare introducerade han mer lättarbetade färger och metoder.  
Künzl hade stort internationellt nätverk och han skrev i både svensk och utländsk press.

## Biografi
- Künzl, Richard (2000). Mitt skandinaviska äventyr: Konstkantade historiska tidsbilder från 1930 till 90-talet. Enskede: Künzl Textiltryck. Libris 8364912. ISBN 9163083094